# Ula (Ula) auritarsis
Ula (Ula) auritarsis is een tweevleugelige uit de familie Pediciidae. De soort komt voor in het Oriëntaals gebied.